# Спасибо
Спасибо (срп. Хвала) је последња песма са албума По пояс в небе руског музичара Николаја Носкова.

## О песми
Песма говори о захваљивању боговима за љубав. То је један од хитова певача који не изводи у рок аранжману.

## Спот
Клип је режирао човек под псеудонимом Тери, а оператер, Вјачеслав Лазарев је познат у свету кинематографије. Буџет видеа је био око 40 хиљада долара за визуелне ефекте. Клип приказује неку врсту посвећености путника и његово јединство са природом. Снимање је обављено у септембру, а пошто је на подручју Русије у то доба године већ прилично хладно, Носков је одлучио да видео сними у Украјини. За снимање су користили и јединствену ствар – хелијум-балон, који лети по месечини на сету. Према Носкову то се "на крају испоставило веома лепо и мистично".